# Commission suisse de recours en matière d'asile
Pour les articles homonymes, voir CRA.
La Commission suisse de recours en matière d'asile (CRA) était une commission suisse de droit administratif qui statuait sur les recours contre les décisions relatives à l'asile.
Elle n'existe plus depuis l'entrée en vigueur de la loi sur le Tribunal administratif fédéral (TAF), le 1er janvier 2007. C'est désormais le TAF qui connaît des recours dans ce domaine.